# Henry Jarvis Raymond
Henry Jarvis Raymond (Lima, 24 gennaio 1820 – New York, 18 giugno 1869) è stato un giornalista e politico statunitense, fondatore del New York Times.

## Biografia

### Carriera giornalistica
Laureatosi all'Università del Vermont nel 1840, Dopo aver assistito Horace Greeley nella conduzione di vari giornali, nel 1851 Raymond creò l'azienda Raymond, Jones & Co., e fondò il New York Times il 18 settembre di quell'anno. Raymond fu direttore e proprietario principale del giornale fino alla morte.

### Carriera politica
Raymond fu membro della New York Assembly nel 1850 e nel 1851 appoggiò le istanze anti-schiaviste dell'ala del Partito Whig nel Nord.